# Чемпионат Южной Америки по волейболу среди женщин 2021
34-й чемпионат Южной Америки по волейболу среди женщин проходил с 15 по 19 сентября 2021 года в Барранкабермехе (Колумбия) с участием 5 национальных сборных команд. Чемпионский титул в 22-й раз в своей истории и в 14-й раз подряд выиграла сборная Бразилии.

## Команды-участницы
Аргентина, Бразилия, Колумбия, Перу, Чили.

## Система проведения чемпионата
5 команд-участниц провели однокруговой турнир, по результатам которого была определена итоговая расстановка мест. Первичным критерием при распределении мест служило общее количество побед, затем количество набранных очков, соотношение партий, соотношение мячей и, наконец, результаты личных встреч. За победы со счётом 3:0 и 3:1 начислялось по 3 очка, за победу 3:2 — 2, за поражение 2:3 проигравший получал 1 очко и за поражения 1:3 и 0:3 очки не начислялись.

## Результаты
| М | Команда   | 1   | 2   | 3   | 4   | 5   | И | В | П | С/П  | О |
| - | --------- | --- | --- | --- | --- | --- | - | - | - | ---- | - |
| 1 | Бразилия  |     | 1:3 | 3:1 | 3:0 | 3:0 | 4 | 3 | 1 | 10:4 | 9 |
| 2 | Колумбия  | 3:1 |     | 3:1 | 1:3 | 3:0 | 4 | 3 | 1 | 10:5 | 9 |
| 3 | Аргентина | 1:3 | 1:3 |     | 3:0 | 3:0 | 4 | 2 | 2 | 8:6  | 6 |
| 4 | Перу      | 0:3 | 3:1 | 0:3 |     | 3:0 | 4 | 2 | 2 | 6:7  | 6 |
| 5 | Чили      | 0:3 | 0:3 | 0:3 | 0:3 |     | 4 | 0 | 4 | 0:12 | 0 |

15 сентября
Бразилия — Перу 3:0 (25:17, 25:23, 25:18); Колумбия — Чили 3:0 (25:20, 25:13, 25:12).
16 сентября
Бразилия — Аргентина 3:1 (23:25, 25:13, 25:14, 25:16); Перу — Колумбия 3:1 (25:22, 19:25, 25:21, 25:20).
17 сентября
Бразилия — Чили 3:0 (25:11, 25:19, 25:14); Аргентина — Перу 3:0 (25:18, 25:17, 25:22).
18 сентября
Перу — Чили 3:0 (25:20, 25:16, 25:21); Колумбия — Аргентина 3:1 (25:20, 15:25, 27:25, 25:23).
19 сентября
Аргентина — Чили 3:0 (25:19, 25:5, 25:22); Колумбия — Бразилия 3:1 (25:19, 25:23, 24:26, 25:23).

## Итоги

### Положение команд
| Бразилия  |
| Колумбия  |
| Аргентина |
| 4. Перу   |
| 5. Чили   |

### Мировая квалификация
Две лучшие команды по итогам чемпионата — Бразилия и Колумбия — квалифицировались на чемпионат мира 2022.

### Призёры
Бразилия: Каролин ди Оливейра Саад Гаттас (Карол Гаттас), Наталия Перейра ди Араужу (Натинья), Ниеме Алешандре Коста (Ниеме), Розамария Монтибеллер, Макрис Фернанда Силва Карнейро (Макрис), Роберта Силва Ратцке (Роберта), Габриэла Брага Гимарайнс (Габи), Лоренн Жералдо Тейшейра (Лоренн), Наталия Зильо Перейра (Наталия), Ана Каролина да Силва (Карол), Ана Кристина Менезис Оливейра ди Соуза (Ана Кристина), Касьели Клементе (Каси), Кристина Араужу ди Соуза (Маяни Кристина), Ана Беатрис Корреа да Силва (Биа). Тренер — Жозе Роберто Гимарайнс (Зе Роберто).
  Колумбия: Дарлевис Москера Дуран, Йейси Сото Нуньес, Даяна Сеговия Дуран, Ана Олайя Гамбоа, Валерин Карабали де ла Крус, Хулиана Торо Вильяда, Ивонн Монтаньо, Камила Гомес Эрнандес, Анхье Веласкес, Мария Алехандра Марин Верхельст, Мелисса Ранхель Паэс, Мария Маргарита Мартинес Мина, Аманда Конео Кардона, Ориана Герреро. Тренер — Антонио Ризола Нето.
  Аргентина: Сабрина Германьер, Даниэла Булайх, Кандела Салинас, Бренда Чурин, Эмильсе Соса, Бьянка Куньо, Татьяна Риццо, Бьянка Фарриоль, Виктория Майер, Джульета Хольцмайстерс, Эрика Меркадо, Марианхелес Коссар, Бренда Графф, Агостина Пелосо. Тренер — Эрнан Ферраро.

### Индивидуальные призы
| - MVP Габриэла Брага Гимарайнс (Габи) - Лучшие нападающие-доигровщики Аманда Конео Кардона Даниэла Булайх - Лучшие центральные блокирующие Йейси Сото Нуньес Ана Каролина да Силва | - Лучшая связующая Мария Алехандра Марин Верхельст - Лучшая диагональная нападающая Ана Кристина Менезис Оливейра ди Соуза - Лучшая либеро Татьяна Риццо |